# В осаде
«В осаде» (англ. Under Siege, другое название — Захват) — американский боевик 1992 года режиссёра Эндрю Дэвиса, со Стивеном Сигалом в главной роли. Картина рассказывает историю попытки захвата террористами линкора «Миссури» с ядерным оружием на борту.
Две номинации на премию «Оскар».

## Сюжет
Линкор ВМС США «Миссури», снятый с боевой службы, направляется к берегам США. где станет кораблём-музеем. На борту линкора находятся 32 крылатых ракет «Томагавк», противокорабельные ракеты «Гарпун» и две ядерные боеголовки для ракет «Томагавк». 
Команда затевает праздник в честь дня рождения командира корабля. Старший помощник капитана, коммандер Крил якобы с санкции руководства ВМС приглашает на корабль музыкальную группу, команду поваров для торжественного банкета и «Мисс Июль» по версии журнала  «Playboy» Джордан Тэйт, которая должна исполнить стриптиз для именинника.
Повздорив с корабельным коком Кейси Райбеком (Стивен Сигал), Крил без разрешения капитана закрывает его в холодильной кладовой, оставив на страже новобранца из морской пехоты. В разгар праздника артисты и повара, оказавшиеся террористами, разоружают команду и захватывают ключевые пункты линкора. Крил убивает капитана и завладевает кодами доступа «Томагавков». Террористы запускают ракету «Гарпун», уничтожившую станцию слежения на Гавайях. Предводителем террористов оказывается бывший агент ЦРУ, Уильям Стрэнникс, который ранее получил задание уничтожить северокорейскую подводную лодку. Разочаровавшись в работе на ЦРУ, Стрэнникс понял, что он все это время был «пешкой в игре». Руководство ЦРУ пыталось ликвидировать Стрэнникса, но ему удалось убить подосланных киллеров. Он связывается с наспех собранным штабом высшего командования США и объявляет, что захватил линкор и коды доступа ядерных боеголовок, и теперь намеревается уничтожить крупный город США, что по его мнению, изменит существующий мировой порядок, а оставшиеся ракеты продать неизвестным сообщникам. Командование узнает, что Стрэнникс на самом деле не уничтожил северокорейскую подводную лодку, а захватил ее, и теперь использует в своих преступных целях.  
Террористы сгоняют команду в трюм и устанавливают грузовые балки для выгрузки ракет «Томагавк». Морпех охраняющий Райбека, звонит Крилу, пытаясь выяснить, что происходит на корабле. Крил заявляет, что все это только шум от праздника, и обещает его сменить. Стрэнникс посылает двух боевиков, они убивают морского пехотинца, и врываются в холодильник, но Райбек, проявив неожиданную для кока хватку, расправляется с террористами и оставляет бомбу для подошедшего отряда во главе с Крилом и Стрэнниксом. Подняв личное дело Райбека, которое почему-то хранилось у капитана, террористы с ужасом узнают, что Райбек — опытный боец и инструктор спецназа ВМС США, отстранённый от службы за избиение командира, подставившего всю их группу. Убитый капитан линкора пригрел опального Райбека, наняв на должность кока. 
Райбек подбирает «Мисс Июль», которой Крил подмешал снотворное. Он выбирается на палубу и по рации одной из спасательных шлюпок, связывается со штабом и подробно докладывает о сложившейся ситуации. Райбек получает приказ не вмешиваться и дожидаться группы спецназа. В район захваченного линкора направляется F/A-18 ВМС США, но террористы уничтожают истребитель при помощи зенитных систем «Фэланкс». 
Райбэку удаётся отключить электропитание центрального командного поста, где засели террористы, теперь питание зенитных установок отключено. Вертолёт со штурмовой группой подлетает к кораблю, но сообщники Стрэнникса на подошедшей подлодке сбивают вертолёт из ПЗРК. Террористы спешно готовятся перегрузить ракеты на подлодку. Командование посылает эскадрилью бомбардировщиков разбомбить линкор, намереваясь «свалить всю вину на кока». 
Райбек взрывает вертолёт, на котором прилетели террористы, далее при помощи самодельной бомбы повреждает руль глубины подлодки. Пока Крил лично устраняет неисправность, Райбек освобождает нескольких товарищей. Они завладевают одной из орудийных башен и выстрелами из орудия главного калибра уничтожают уходящую подлодку вместе с Крилом. 
Сбитый с ног волной от выстрела и оглушенный, Стрэнникс добирается до командного поста и запускает две ракеты с ядерными боеголовками на Гонолулу (Гавайи). 
Отряд Райбека истребляет оставшихся террористов. Райбек врывается в центральный пост,  побеждает в ножевом бою Стрэнникса. Истребителю F/A-18 удается сбить одну ракету, а отряд Райбека активирует программу самоуничтожения другой ракеты. 
Люди Райбека освобождают команду, корабль достигает берегов США.

## В ролях
| Актёр              | Роль                                      |
| ------------------ | ----------------------------------------- |
| Стивен Сигал       | кок корабля Кейси Райбек                  |
| Томми Ли Джонс     | Уильям Странникс, экс-спецагент ЦРУ       |
| Гэри Бьюзи         | коммандер Крилл                           |
| Эрика Элениак      | Джордан Тейт, «Мисс Июль» журнала Playboy |
| Колм Мини          | Думер, подручный Странникса               |
| Патрик O’Нил       | капитан Адамс                             |
| Энди Романо        | адмирал Бейтс                             |
| Дейл Дай           | капитан Ник Гарза                         |
| Ник Манкузо        | Директор ЦРУ Том Брейкер                  |
| Дамиэн Чапа        | Тэкмен                                    |
| Трой Эванс         | Грейнджер                                 |
| Том Вуд            | рядовой Нэш                               |
| Гленн Моршауэр     | младший офицер Энсин Тейлор               |
| Джордж Буш старший | президент США                             |

## Критика

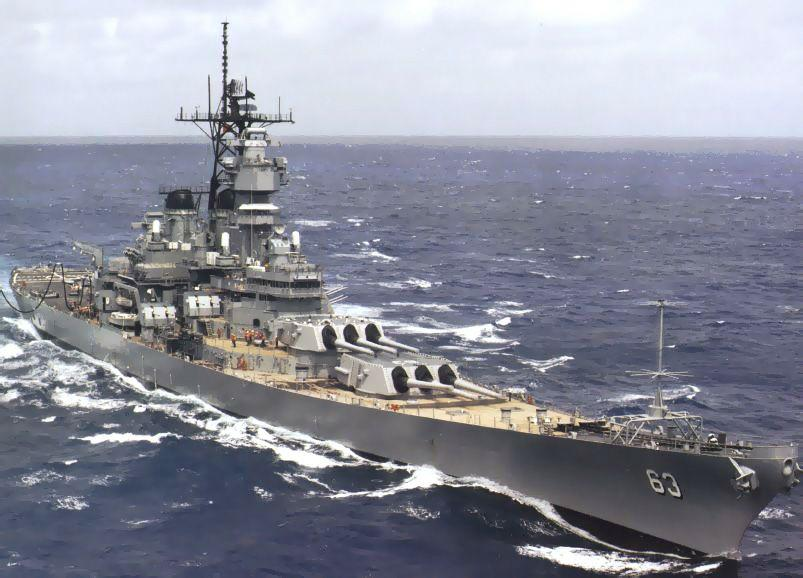
линкор «Миссури»

Фильм получил противоречивые отзывы главным образом из-за предсказуемого сюжета и неприкрытого патриотизма, доходящего до паранойи. Именно так отозвался о фильме Винсент Кэнби, отметив, что смотреть «В осаде» без смеха невозможно. Картину сравнивали с «Охотой за „Красным Октябрём“» и «Рэмбо». Многие сценарные ходы откровенно позаимствованы из «Крепкого Орешка» — например, террористы, которые действуют неправдоподобно чётко и слаженно, словно каждый день захватывают линкор ВМФ США.
Критик Роджер Эберт прежде всего отметил отрицательные роли, воплощённые Томми Ли Джонсом и Гэри Бьюзи. Злодеи, изображённые умственно неполноценными, смотрятся в картине весьма выигрышно и легко «крадут» большую часть внимания аудитории, предназначенную для положительных героев. Сигал, завоевавший значительную популярность своей дебютной ролью в фильме «Над законом», продолжает развивать успех на уже проторённом пути и не пытаясь выдумать что-то новое. Главное изменение по сравнению с предыдущим фильмом — это то, что мастер боевых искусств изменил причёску.
Боевик, по мнению критика Джеймса Берардинелли — это не тот жанр, где можно блеснуть изысками сценария и утончённой актёрской игрой. В нём сложно придумать новинку, которая удивит зрителя. Тем не менее, неплохой находкой создателей является перенос действия на легендарный боевой корабль, который прекрасно смотрится как своеобразный фон и даже действующее лицо событий. Сигал охарактеризовал картину как приключенческий фильм, а не боевик. Слабым местом картины можно назвать то, что зритель не особенно беспокоится за жизнь кока, в единственном числе бросившего вызов террористам. Нет сомнений, что «один в поле воин» не встретит особого сопротивления со стороны злодеев, и так оно всё и выходит.
Режиссёр картины отозвался о своём творении так:

Фильм сложнее и интереснее, чем можно предположить. Он пытается спровоцировать и притягивает внимание к скандальным событиям, связанным с ядерным оружием. Если вы снимаете заумное кино для 20 человек со всего Манхеттена, то вам не докричаться со своими идеями до широких масс.
Оригинальный текст (англ.)The film is more complicated and interesting than people anticipate. It tries to raise some provocative issues about nuclear weapons. Look, if you do an intellectual movie that 20 people on the West Side of Manhattan see, you're not exactly reaching a lot of people.
— Эндрю Дэвис

## Съёмки
Линкор «Миссури» — один из самых заслуженных кораблей ВМФ США, прошедший три крупнейших военных конфликта — Вторую мировую, Корею и Войну в заливе. Съёмки картины, однако, прошли не на «Миссури», а на другом корабле — списанном линкоре «Алабама». Подводная лодка USS Drum «исполнила» роль северокорейской подлодки. События фильма частично отражают реальность, так как в 1992 году имело место списание линкора USS Missouri и речь президента, посвящённая этому событию. Съёмочный период картины со 2 марта по 19 мая 1992 года.

## Релиз
Фильм оказался весьма успешен в прокате благодаря положительной нерекламной оценке картины зрителями (word-of-mouth). Картина стала чемпионом в премьерный уикенд, запустившись в 2042 кинотеатрах и собрав 15 700 000 $, что стало рекордом кинематографической осени 1992 года. Всего в домашнем прокате США картина собрала 83 563 139 $, а во всём мире — 156 563 139 $. Столь серьёзный кассовый успех специалисты объяснили отсутствием конкуренции и ярких новинок в этот момент.
В 1995 году вышло продолжение «В осаде 2: Тёмная территория» о дальнейших приключениях кока Кейси Райбека.

## Интересные факты
В фильме неоднократно упоминается присвоенное Джордан Тейт звание «Мисс Июль-89». На самом деле это является фактом из биографии сыгравшей Тейт актрисы Эрики Элениак, которой в июле 1989 года журнал Playboy действительно присвоил звание девушки месяца (ориг. July 1989 Playmate).

## Премии и номинации
- 1993 Премия Оскар
  - лучший звук: номинация.
  - лучший звуковой монтаж: номинация.
- 1993 — премия MTV Movie Awards
  - Лучшая action-сцена: номинация.